# After School
After School (кор. 애프터스쿨; стилизуется как AFTERSCHOOL в Японии) — южнокорейская гёрл-группа, сформированная в 2009 году компанией Pledis Entertainment. Особенностью коллектива, в отличие от большинства женских корейских групп являлась система «выпускного», когда в определённый период времени участницы в группе начинают меняться на других. В действующий и финальный состав входили четыре участницы: Рэйна, Нана, И-Ён и Каын. По состоянию на сентябрь 2018 года, у After School было одиннадцать участниц, добавленных и «выпустившихся» из группы с момента дебюта в качестве квинтета в 2009 году.
After School дебютировали 15 января 2009 года с синглом «AH!» с синглового альбома New Schoolgirl. Всего три месяца спустя, в апреле была добавлена Юи и сразу же был выпущен сингл «Diva», который стал «Новичком месяца» на Cyworld Digital Music Awards. Pledis Entertainment объявили о выпуске Соён, которая решила заняться актёрской карьерой, и в группу добавили Рэйну и Нану для выпуска сингла «Because of You» в ноябре, который стал хитом, заработал «тройную корону» на Inkigayo, был самым продаваемым за декабрь и также стал одним из самых продаваемых синглов в Корее за всё время. Последующие синглы «Bang!», «Shampoo», «Flashback» и «First Love» также имели коммерческий успех и закрепили популярность группы как на родине, так и на международном уровне; за это время в коллектив были добавлены Лиззи, И-Ён и Каын, и выпустились Бека и Кахи. В 2010 году новые участницы сформировали первую подгруппу After School — Orange Caramel, а уже год спустя был создан ещё один юнит, в котором весь состав поделили на две команды: A. S. Red и A.S. Blue, чтобы выпустить четвёртый сингловый альбом.
В начале 2011 года группа подписывает контракт с Avex Trax, чтобы дебютировать на японском рынке. Первое появление After School в Японии состоялось с коллаборацией с известной японской певицей Намиэ Амуро для её специального альбома Checkmate!. Композиция «Make It Happen» одержала победу в номинации «Лучшая коллаборация» на MTV Video Music Awards Japan. Дебютный японский сингл «Bang!», являющийся японской версией одноимённой песни, был выпущен в августе того же года и дебютировал в топ-10 еженедельного синглового чарта Oricon. Последующие японские синглы «Diva», «Rambling Girls/Because of You» также имели успех и помогли сформировать прочную японскую фанбазу ещё до выхода дебютного японского альбома Playgirlz (2012). Второй японский альбом Dress to Kill, выпущенный в 2014 году, содержал синглы «Heaven» и «Shh», спродюсированные хитмейкером Синъити Оосавой.
After School получили внимание благодаря уникальным живым выступлениям, часто включающие в себя элементы, такие как барабаны, чечётку и танец на шесте; американское музыкальное издание Billboard провозгласило их «лучшими выступающими в к-попе». Группа также входила в топ-5 списка «10 лучших женских к-поп групп прошедшего десятилетия». За всю карьеру коллектив неоднократно побеждал на различных премиях, в том числе на Korea Culture & Entertainment Awards. В Корее было продано более 12 миллионов копий их синглов.
С 2015 года группа взяла временный перерыв в карьере, и участницы занимались индивидуальной деятельностью в музыке, актёрском искусстве и модельном бизнесе. В интервью 2019 года Лиззи подтвердила, что все участницы группы решили пойти своими путями и коллектив неофициально расформирован.

## Карьера

### 2007−09: Формирование, дебют сNew Schoolgirl, «Diva» и «Because of You»

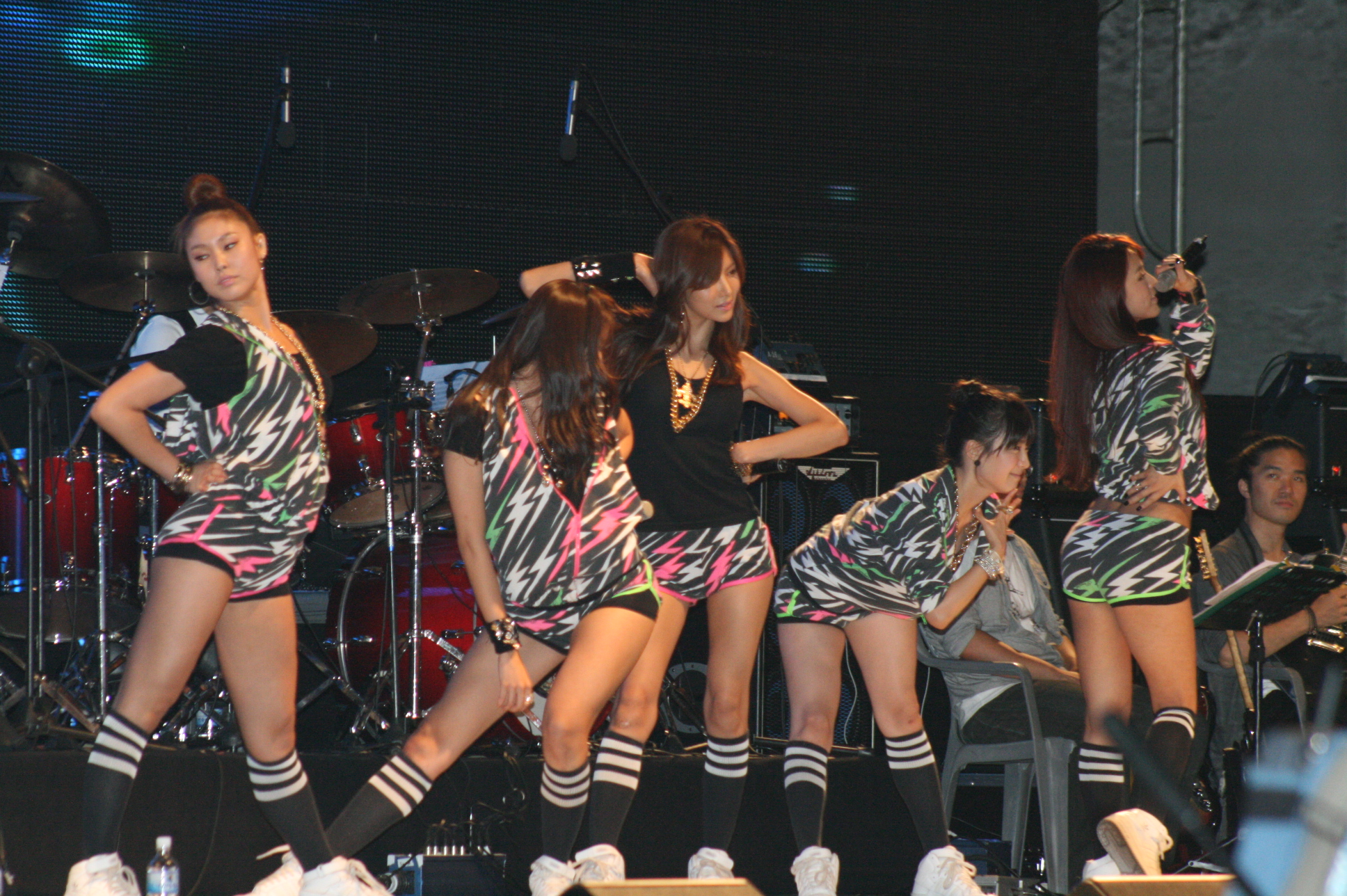
After School в сентябре 2009 года

Впервые After School были сформированы после ухода Кахи из корейско-американской группы S-Blush, и она обдумывала план о продюсировании новой группы с основателем и директором Pledis Entertainment Хан Сон Суном. Следующей участницей стала Бека, которая была трейни в то время, пока Кахи продвигалась в группе. С рекомендации Кахи она перебралась с Гавайев в Южную Корею. Позже к ним присоединились Чона, Соён и Чжуён. Вместе они сформировали будущую женскую группу.
Неофициальное появление After School впервые состоялось 29 декабря 2008 года на SBS Song Festival. Кахи и Чона исполнили композицию «Play Girlz» с Сон Дам Би, в то время как Бека, Соён и Чжуён были на подтанцовке.
В начале 2009 года, всего за несколько дней до дебюта руководство Pledis Entertainment заявило, что очень большое влияние на концепт будущего коллектива оказала популярная женская танцевальная группа The Pussycat Dolls. 15 января After School выпустили дебютный сингловый альбом New Schoolgirl. 17 января состоялось дебютное выступление на Music Core. Продолжая промоушен сингла «AH!», группа планировала исполнять и «Bad Guy (나쁜놈)», однако песня была забанена на телевидении из-за ненормативной лексики.
В начале апреля Pledis представил новую участницу группы — Юи. 9 апреля был выпущен новый сингл «Diva». В тот же день состоялось выступление на M!Countdown. За апрель After School стали «Новичком месяца» на Cyworld Digital Music Awards. 21 мая группа официально выпустила кавер на «Love Machine» японской айдол-группы Morning Musume, названный «Dream Girl». В июле было анонсировано сотрудничество After School с популярной сольной исполнительницей Сон Дам Би для цифрового сингла «Amoled». Песня была выпущена 16 июля как часть промоушена для компании Samsung. Месяцем ранее группа выступала на разогреве азиатской части концертного тура The Pussycat Dolls — Dolls Domination Tour.
29 октября стало известно, что Соён выпустилась из группы, желая заниматься актёрской карьерой. Вместо неё было добавлено сразу две новые участницы — Рэйна и Нана, и уже в обновлённом составе After School выпустили хит-сингл «Because of You» 25 ноября. Песня обозначила для группы новый, более взрослый и утончённый концепт, а также стала достаточно популярна в Корее, выиграв «тройную корону» (то есть выигрывала три недели подряд) на музыкальном шоу Inkigayo.

### 2010:Bang!и Orange Caramel

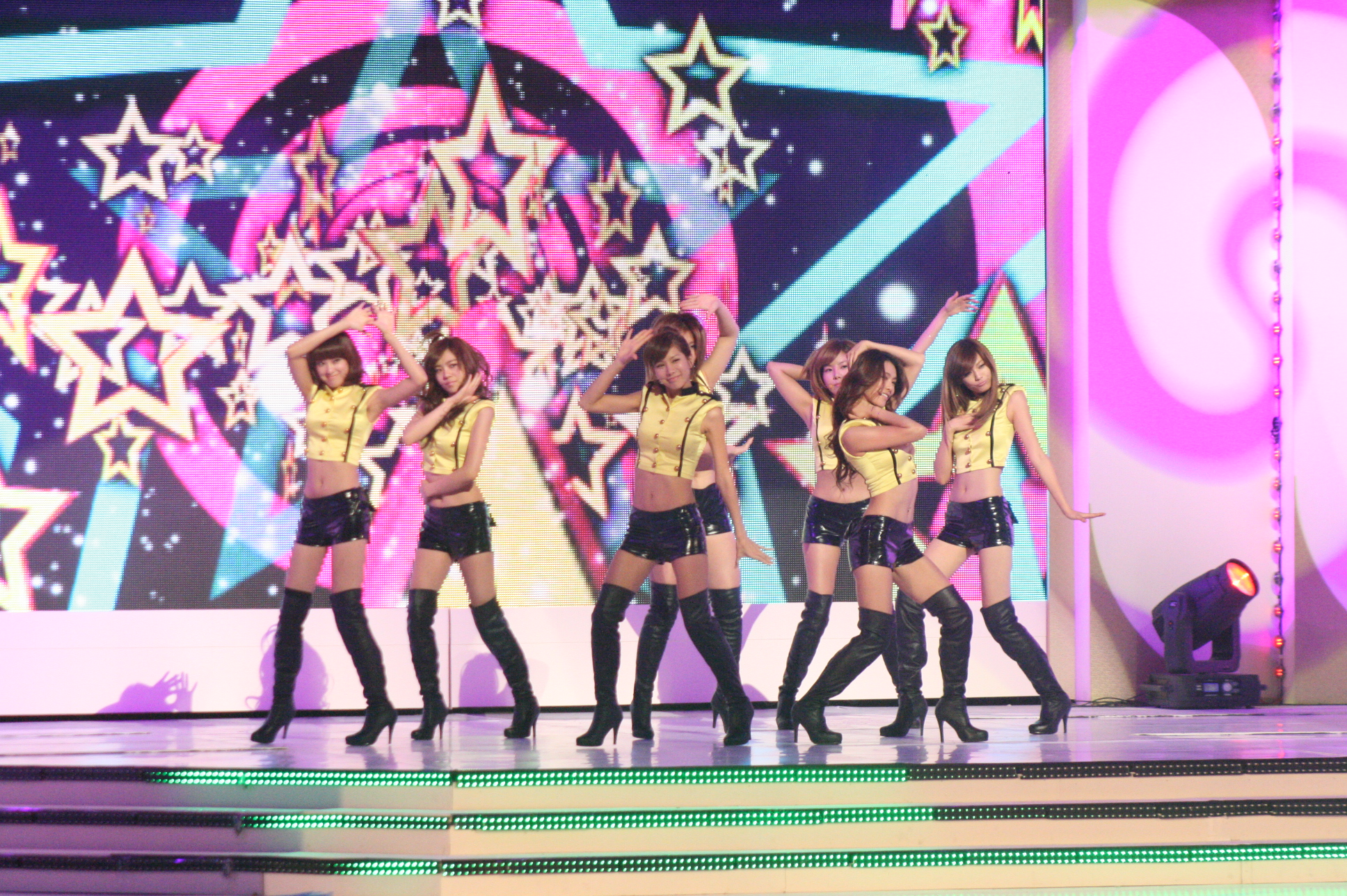
After School на конкурсе «Мисс Корея», 2010 год

В начале 2010 года After School выиграли в номинациях «Новичок Года» на Billboard Japan Music Awards и Seoul Music Awards.
25 марта группа выпускает свой третий сингловый альбом Bang!, ознаменовавший дебют восьмой на тот момент участницы коллектива — Лиззи. After School решили попробовать концепт оркестра. По словам Кахи, она вдохновилась этой идеей после просмотра фильма «Барабанная дробь», и всегда хотела попробовать подобный концепт с тех пор, как стала участницей группы. На протяжении пяти месяцев девушки учились игре на барабанах. По итогам года песня заняла 29 место в чарте Gaon; песня была скачана 2 374 731 раз.
В июне Рэйна, Нана и Лиззи сформировали юнит Orange Caramel, дебютировавший 17 июня с мини-альбомом The First Mini Album. Концепт значительно отличался от женских групп, он был более ярким и милым. Сингл «Magic Girl» получил признание публики, а сам альбом дебютировал на 2 месте в альбомном чарте Gaon.
6 декабря был выпущен благотворительный сингловый альбом Happy Pledis 1st Album. Бека не смогла участвовать в промоушене, так как уехала на Гавайи к родителям.

### 2011:Virgin, изменения в составе, японский дебют и A. S. Red & Blue

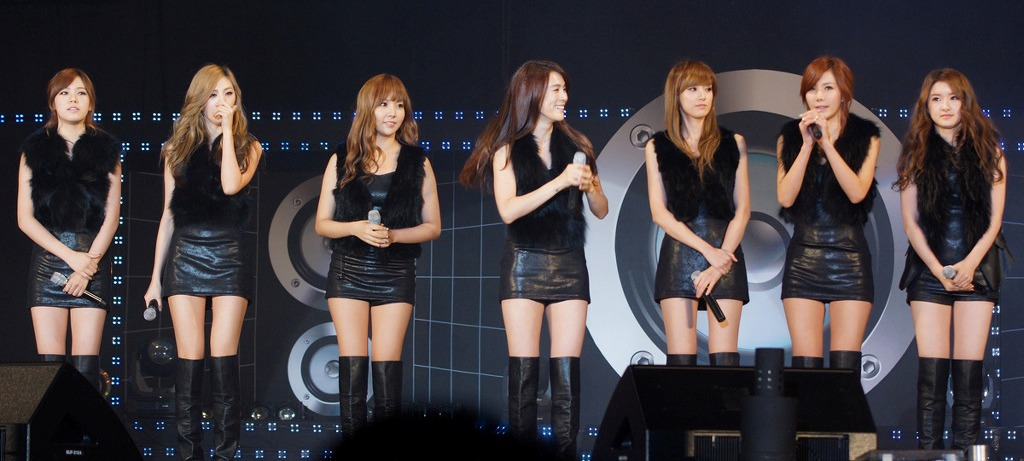
After School на своём концерте, декабрь 2011 года

27 января 2011 года Pledis анонсировали контракт After School с японским лейблом Avex Trax; группа начнёт своё продвижение в конце марта. Начало было положено с коллаборации «Make It Happen» для специального альбома Намиэ Амуро. Это стал первый релиз при участии E-Young, которая впервые вышла на сцену вместе с группой в декабре 2010 года на SBS Gayo Daejun. В 2012 году «Make It Happen» победила в номинации «Лучшая коллаборация» на MTV Video Music Awards Japan.
29 апреля After School выпустили свой первый студийный альбом Virgin. Сингл «Shampoo» был спродюсирован японским хитмейкером Daishi Dance, клип был выпущен позже в тот же день. Видеоклип для би-сайд сингла «Let’s Step Up», где участницы исполнили чечётку, был высоко оценён за рубежом танцором Джозефом Вигганом. Промоушен «Shampoo» стартовал с выступления на Music Bank. 23 июля альбом был выпущен в Филиппинах.
В июне девушки играют эпизодическую роль айдол-группы Pure в фильме «Проклятая мелодия». 17 июня руководство Pledis Entertainment объявило, что Бека выпустится из группы после завершения промоушена Virgin. 11 июля она выпустила песню «Take Me to the Place». В том же месяце было анонсировано, что After School разделят на два юнита — A.S. Red & Blue, как часть для специального проекта. Они выпустили песни «In the Night Sky» и «Wonder Boy» соответственно. 9 июля группа провела свой второй корейский фанмитинг. Бека также приняла в нём участие
До официального японского дебюта After School провели первый шоукейс в Токио 17 июля; все билеты были распроданы менее, чем за минуту. Японский дебют состоялся 17 августа с японской версией сингла «Bang!», который достиг топ-10 еженедельного чарта Oricon After School также участвовали в концертном туре A-Nation как часть своего японского промоушена. Второй японский сингл «Diva» был выпущен 23 ноября, и вместе с ним новая японская песня «Ready To Love».
Специальный альбом Happy Pledis 2011 был выпущен 1 декабря и включал в себя всех артистов агентства, в том числе Сон Дам Би и предебютных NU'EST (на тот момент они назывались Pledis Boys). Часть дохода с продаж была передана в ЮНИСЕФ, сам релиз стал подарком для поклонников. Группа также сотрудничала с Shibuya 109 для рождественской рекламной кампании. After School завершили год, став хедлайнерами на концерте MTV EXIT вместе с The Click Five 17 декабря в Пномпене.

### 2012:Playgirlz, «Lady Luck/Dilly Dally», изменения в составе иFlashback

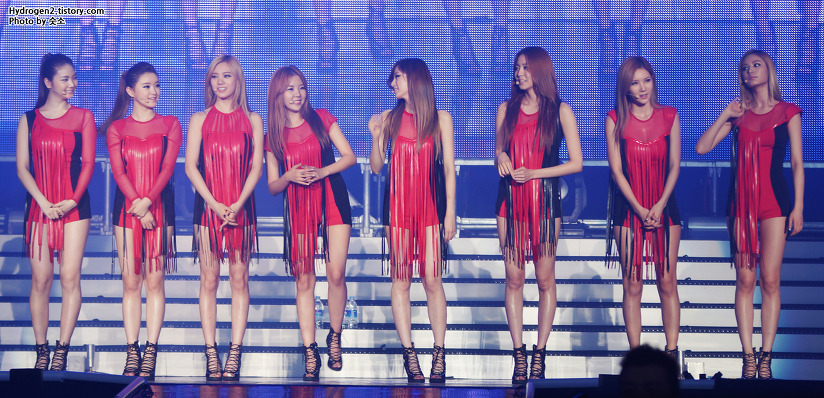
After School на «Guess Party», июль 2012 года

Третьим японским синглом After School стал двойной сингл «Rambling Girls/Because of You», выпущенный 25 января 2012 года. Он достиг топ-10 синглового чарта Oricon. 29 февраля девушки выпустили цифровой сингл «Just in Time» за месяц до выхода нового альбома; трек также был использован в рекламе японского модного бренда «Samantha Thavasa».
Первый японский альбом Playgirlz был выпущен 14 марта. Он содержал в себе ранее выпущенные японские синглы, японскую версию «Shampoo» и шесть новых песен. Обычное издание также включало в себя японскую версию песни «Shanghai Romance» Orange Caramel. Альбом дебютировал в топ-10 ежедневного альбомного чарта; за сутки было продано около 11 тысяч копий, за неделю продажи составили более 16 тысяч. 13 июня был выпущен двойной сингл «Lady Luck/Dilly Dally», и в качестве бонуса шла композиция «Slow Love». Он также достиг топ-10 в чарте.
Промоушен альбома стартовал в конце апреля. After School дали серию концертов в зепп-холлах с 27 по 30 апреля. 27 апреля на сцену в Токио вышла новая участница Каын, которая впоследствии принимала участие в каждом концерте группы. 5 июня стало известно, что Кахи покидает коллектив, чтобы начать сольную карьеру и сосредоточиться на актёрстве. Тур завершился 17 июня в Сити Холле Токио Доума. Кахи продолжала выступать с группой до сентября, чтобы полноценно завершить промо.
Пятый сингловый альбом Flashback был выпущен 20 июня, и стал первым релизом при участии Каын.

### 2013—15: «First Love»,Dress to Killи изменения в составе

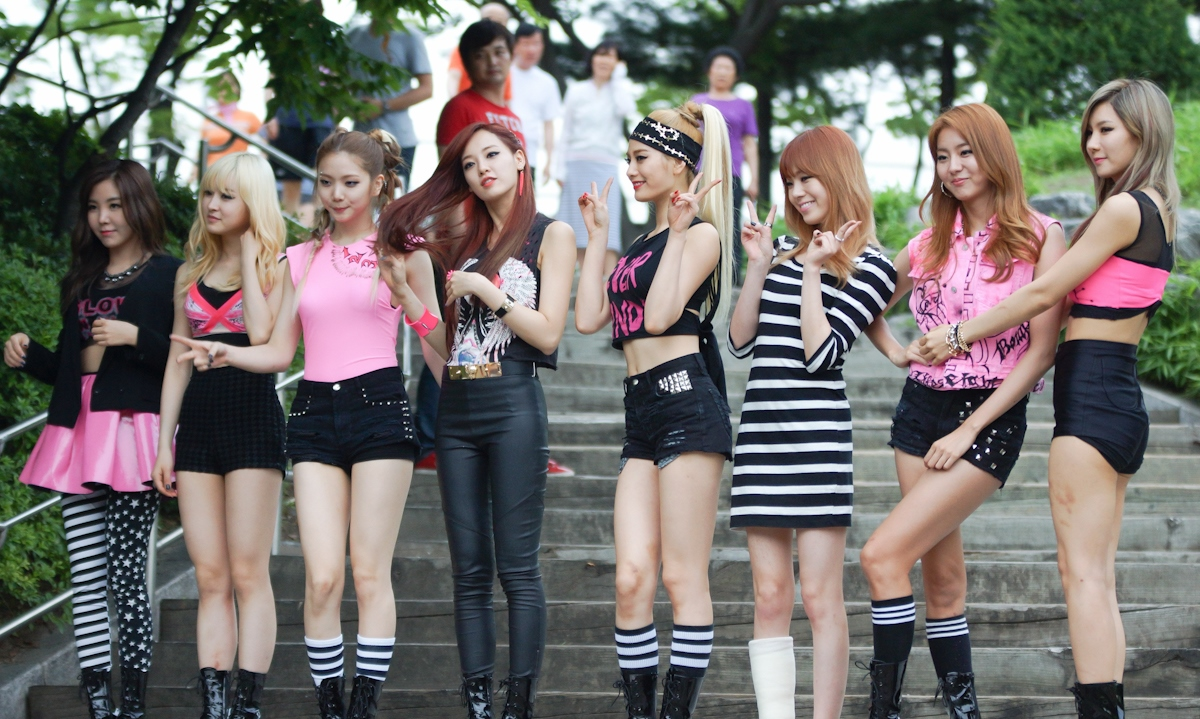
After School на мини-фанмитинге, июнь 2013 года

23 февраля 2013 года After School провели фанмитинг в Таиланде, на котором присутствовало более трёх тысяч фанатов. 30 марта был проведён фанмитинг в Тайване. Все средства с продажи билетов пошли на благотворительность; было собрано более миллиона тайваньских долларов. 27 марта был выпущен первый сборник хитов The Best of AFTERSCHOOL вместе с DVD с японских концертов в рамках промоушена Playgirlz.
13 июня был выпущен корейский сингл «First Love», продюсером которого стал Brave Brothers (последний раз он работал с группой в 2009 году). Пятый японский сингл «Heaven» был выпущен 2 октября, видеоклип на шестой сингл «Shh» вышел 19 декабря. 20 февраля 2014 года в рамках специального проекта Brave Brothers девушки выпустили сингл «Week». 19 марта был выпущен второй японский альбом Dress to Kill.
В начале 2014 года стартовали съёмки модного шоу «Библия красоты After School». Проект имел достаточный успех, транслировавшись через канал KBS World на YouTube более чем в ста странах. Второй сезон стартовал в сентябре.
21 ноября стартовал второй японский тур, завершившийся 24 ноября концертом в Осаке. 31 декабря Чжуён объявила, что её контракт с Pledis Entertainment истёк и она покидает группу. Японское продвижение девушка продолжила, так как контракт с Avex Trax всё ещё был действительным. 9 февраля 2015 года был выпущен видеоклип «Shine» в поддержку первого японского сборника BEST, релиз которого состоялся 18 марта. Чжуён официально выпустилась из группы 20 марта на фан-ивенте в Токио, где получила свой диплом.

### 2016—19: Изменения в составе, сольная деятельность и расформирование
28 января 2016 года Pledis Entertainment объявили, что контракт Чоны истёк и она покидает агентство и группу. 31 мая 2017 года закончился контракт Юи и она также покинула коллектив. Впервые с момента дебюта в After School на тот момент осталось пять участниц. 17 января 2018 года хэштег «#9YearsWithAfterSchool» стал популярным в социальных сетях в честь девятилетнего юбилея группы, где фанаты также высказывали желание вновь увидеть девушек на сцене ввиду очень долгого перерыва.
1 мая 2018 года стало известно, что Лиззи покидает After School по истечении срока контракта, но по-прежнему останется участницей Orange Caramel. Несколько дней спустя было подтверждено участие Каын в реалити-шоу Produce 48. Несмотря на то, что она держалась на 1 месте дольше, чем любая другая участница, ей не удалось попасть в финальный состав IZ*ONE. 18 октября Лиззи сообщила, что Каын готовиться к дебюту в новой группе на волне успеха её участия в шоу.
В мае 2019 года Лиззи объявила, что группа неофициально расформирована, так как каждая участница пошла своим путём. Каын и Рэйна покинули группу в июле и декабре 2019 года, соответственно, после истечения срока их контракта. 5 июля 2019 года Каын выпустила свой первый цифровой сингл «Remember You» (기억 할게).
В декабре 2019 года Ли Ён объявила в Instagram, что также покинула группу и компанию после истечения срока действия контракта и работает над своим сольным альбомом.

## Участницы
В After School действовала система «выпускного»: участниц либо добавляли, либо они выпускались из-за истечения срока контракта с Pledis Entertainment.

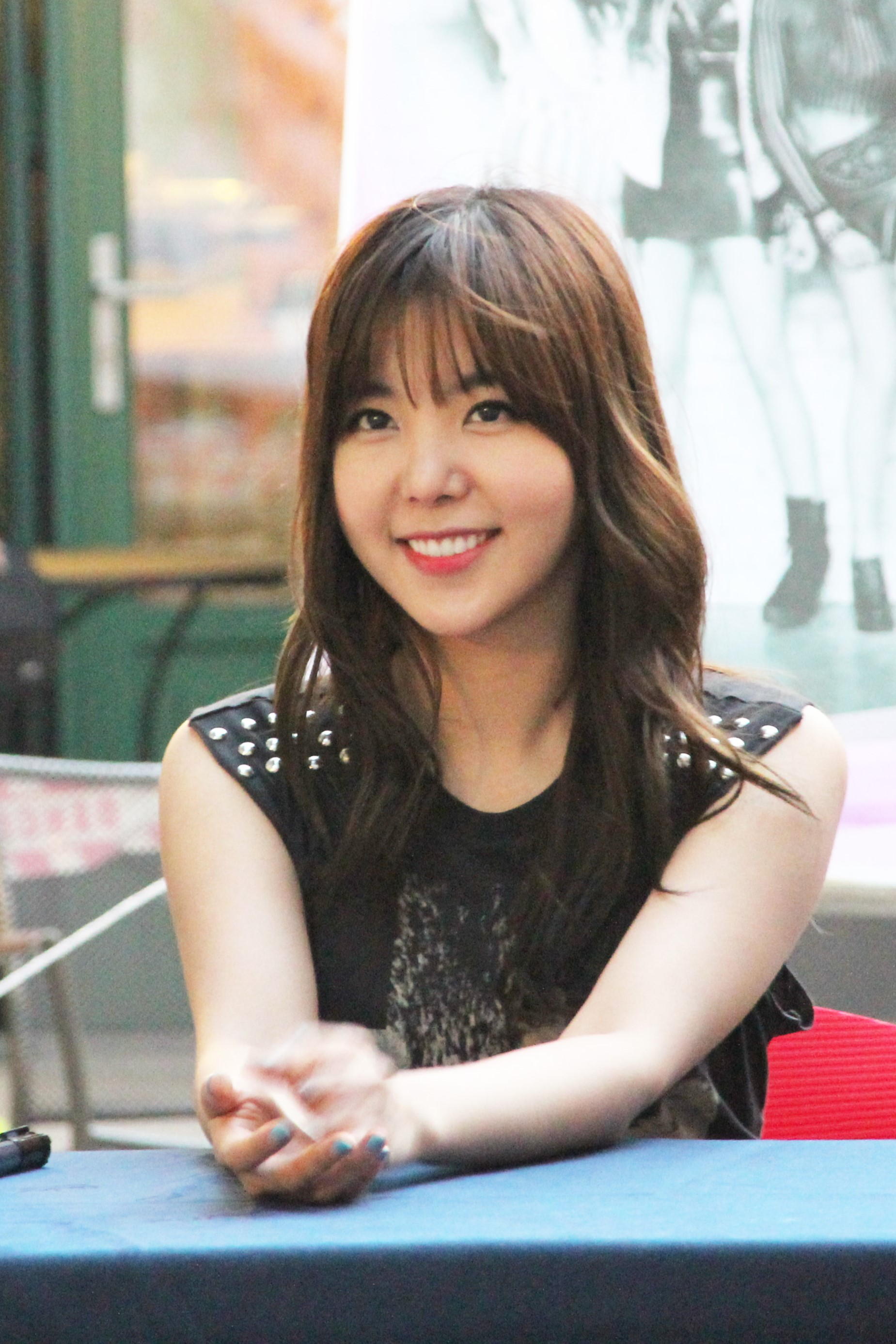
Рэйна
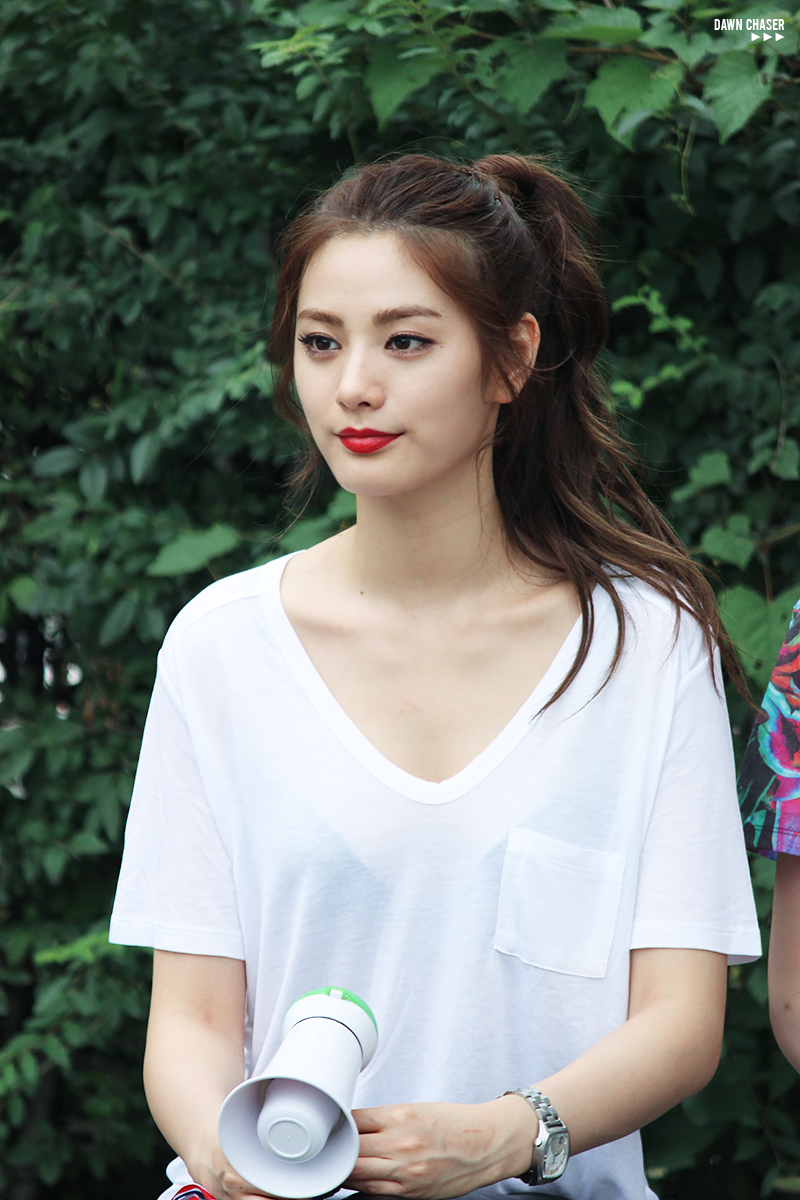
Нана
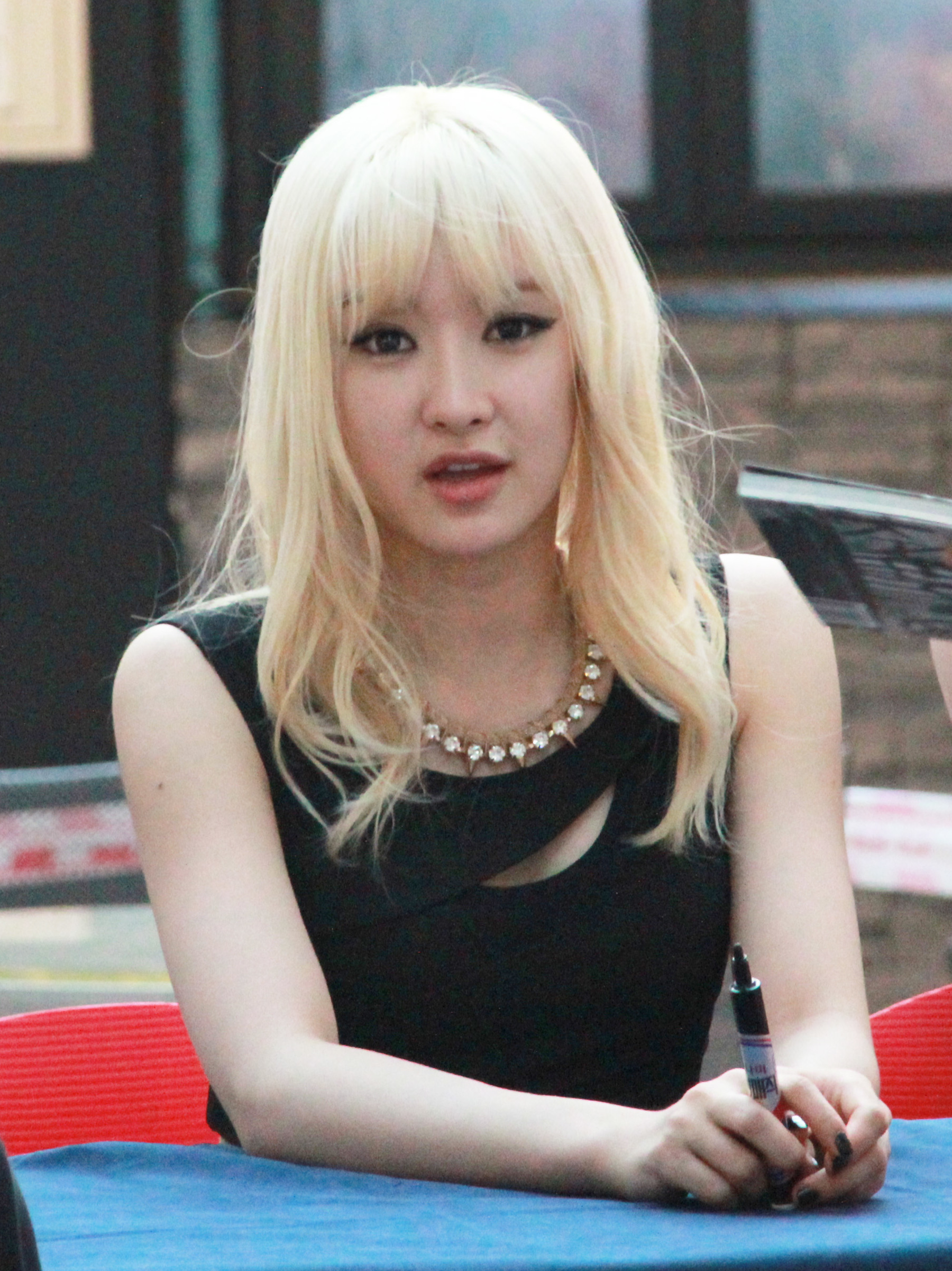
И-Ён
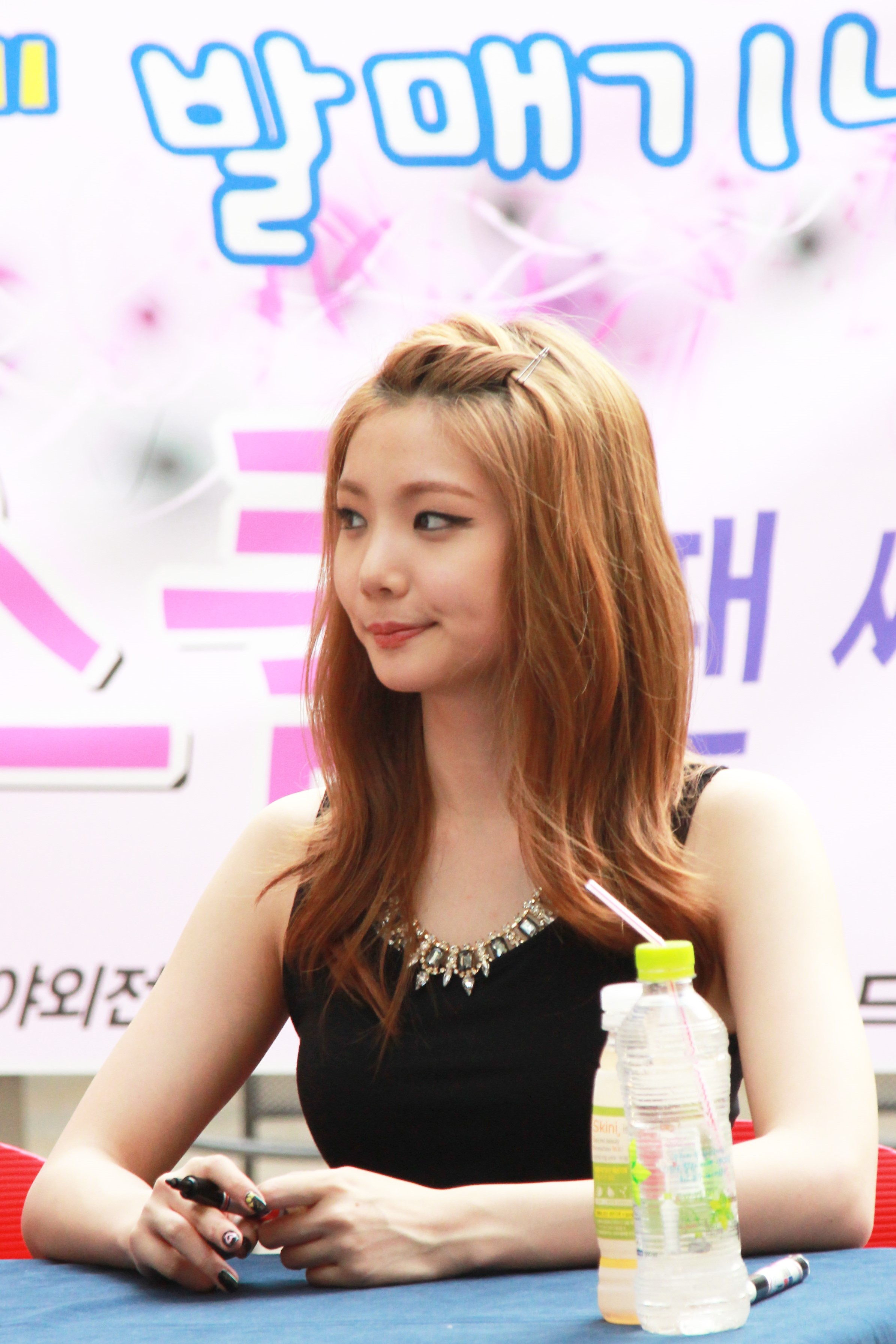
Каын
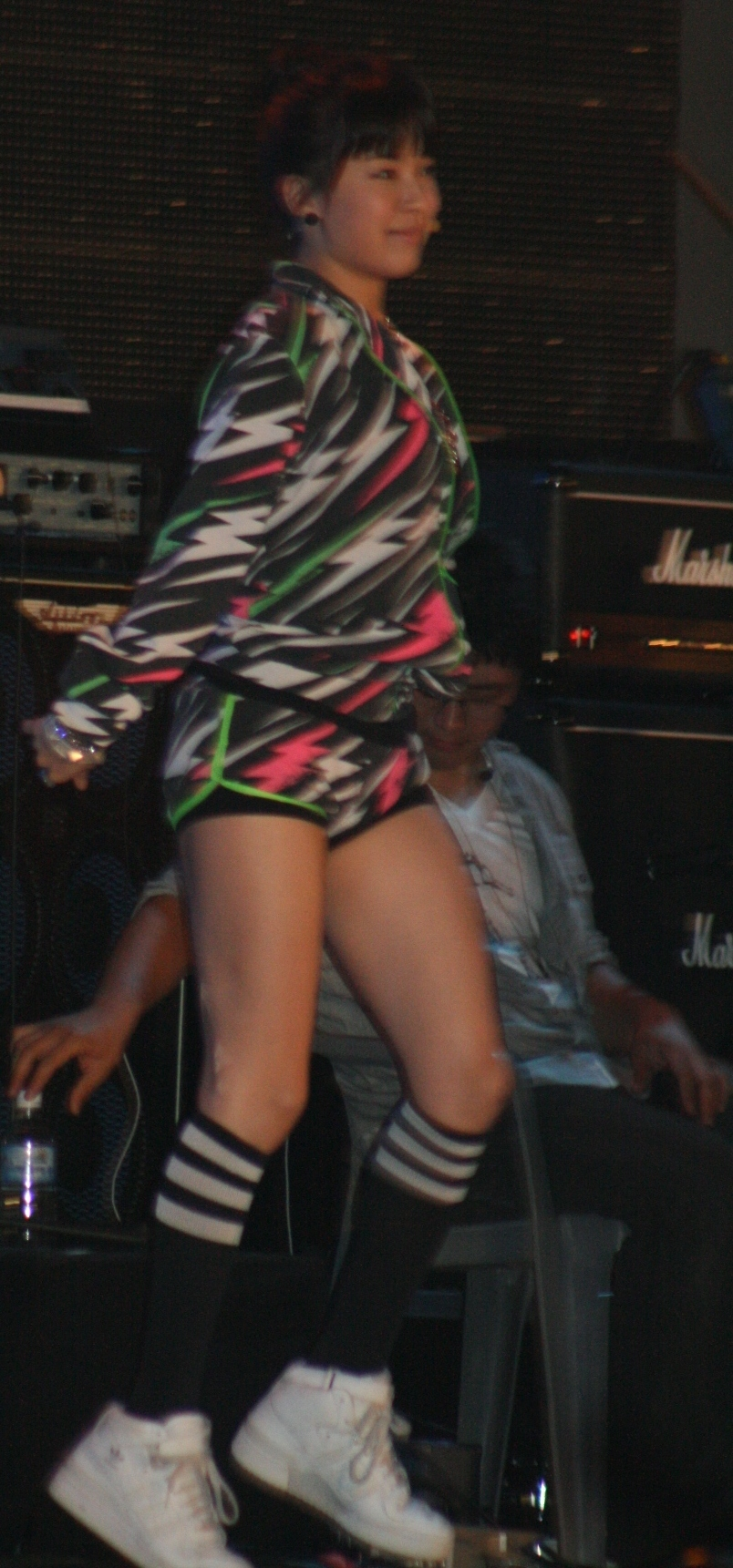
Соён

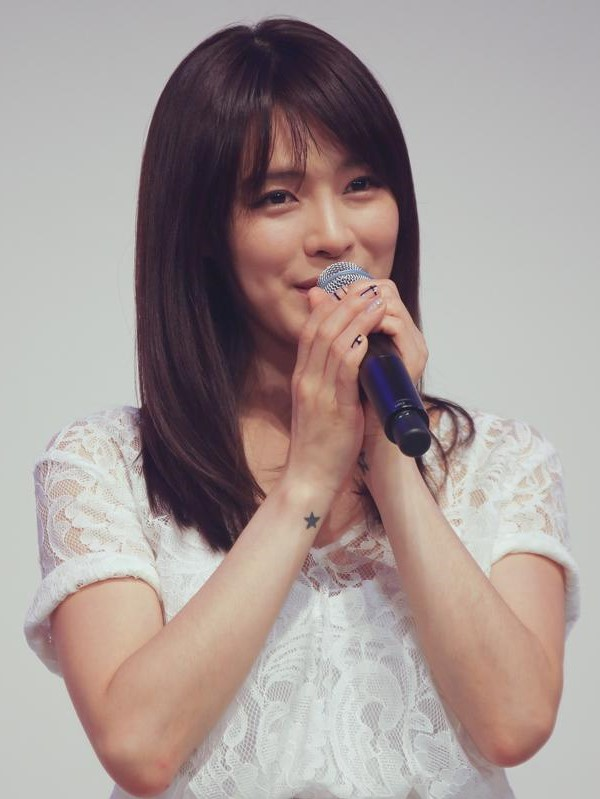
Кахи
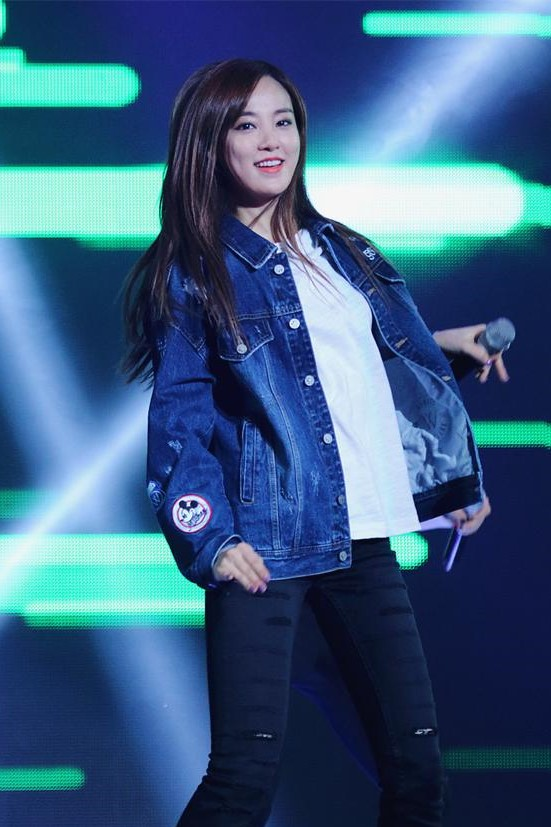
Чжуён
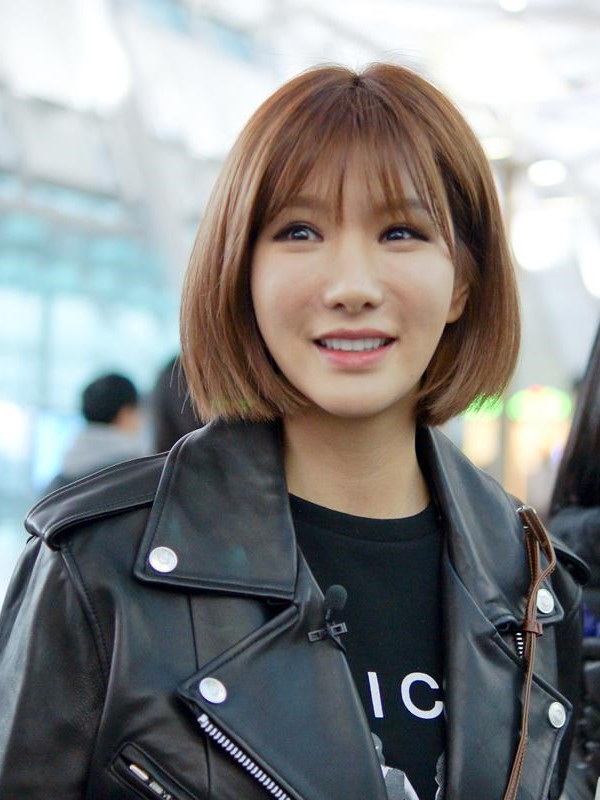
Чона
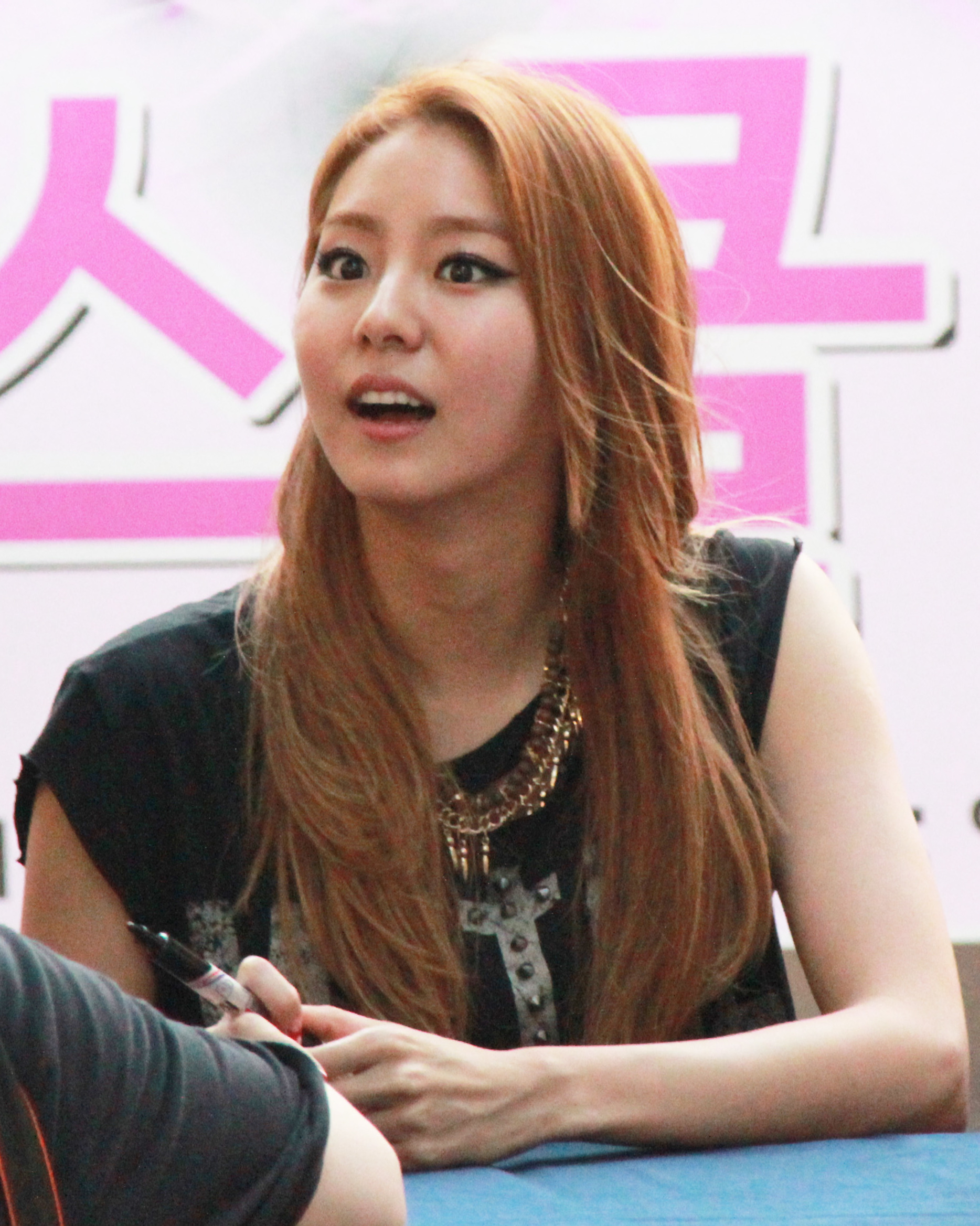
Юи
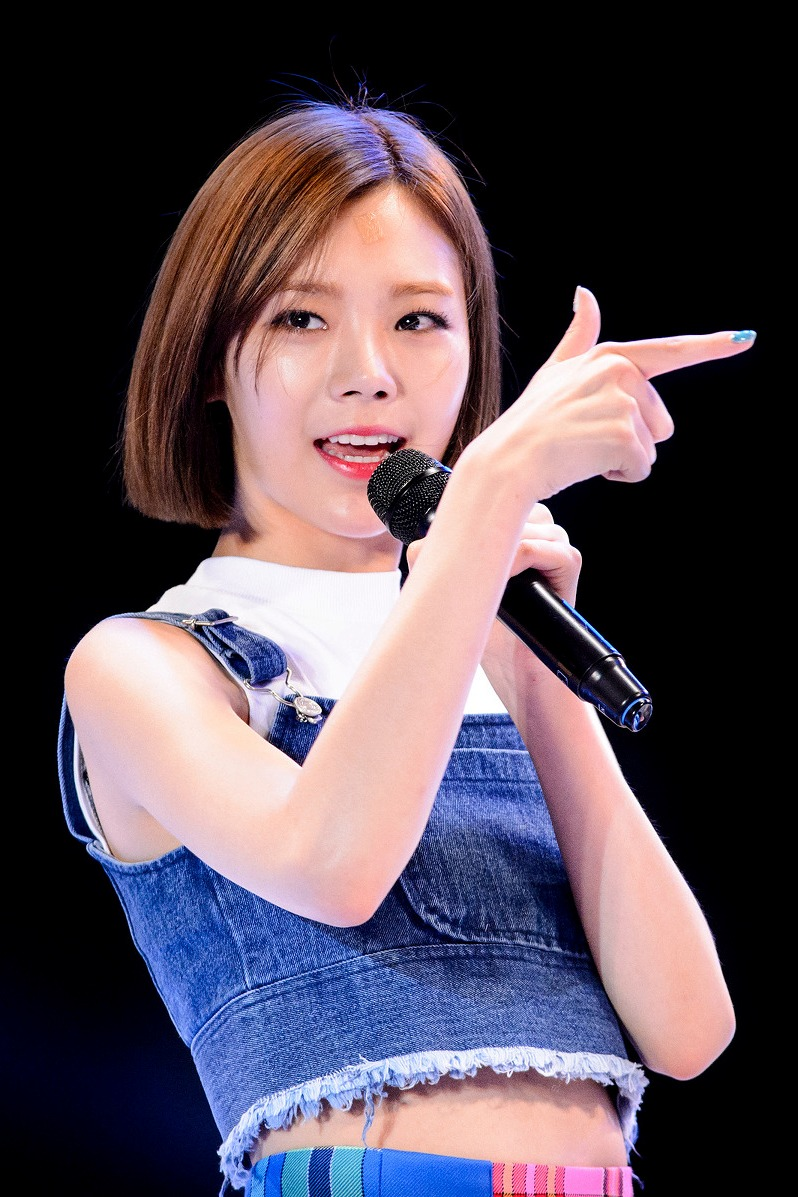
Лиззи

### Последний состав
| Сценический псевдоним | Сценический псевдоним | Дата рождения | Позиция в группе   |
| Основной              | Настоящее имя         | Дата рождения | Позиция в группе   |
| --------------------- | --------------------- | ------------- | ------------------ |
| Рэйна                 | О Хё Рин              | 07.05.1989    | Главная вокалистка |
| Нана                  | Им Чжин А             | 14.09.1991    | Вокалист, рэпер    |
| И-Ён                  | Но Ли Ён              | 16.08.1992    | Вокалистка         |
| Каын                  | Ли Ка Ын              | 24.08.1994    | Вокалистка, макнэ  |

### Бывшие участницы
- Соён
- Бека
- Кахи
- Чжуён
- Чона
- Юи
- Лиззи

## Саб-юниты

### Orange Caramel
Orange Caramel стали первым саб-юнитом After School, состоящей из Рэйны, Наны и Лиззи. Они дебютировали в июне 2010 года с «Magic Girl». Их последний релиз «The Gangnam Avenue» был выпущен в 2014 году.

### A.S. Red & Blue
A.S. Red & Blue были специальным юнитом, определявшимися голосованием фанатов. Состав был окончательно определён 11 июля 2011 года. В A.S. Blue состояли из Кахи, Джунга, юи и Наны, а в состав A.S. Blue входили Чжуён, Рэйна, Лиззи и Е-Ён. 20 июля 2011 года были выпущены два сингловых альбома. В сингл-альбом Red входили две песни: «In The Night Sky» (밤 하늘 에) и «Hollywood», а в сингл-альбом Blue также входили две песни, «Wonder Boy» и «Lady». NU'EST и S.Coups из Seventeen выступили в качестве резервных танцоров для музыкального клипа «Wonder Boy» и во время живых выступлений на сцене.

## Дискография

### Студийные альбомы

#### Корейские альбомы
- Virgin (2011)

#### Японские альбомы
- Playgirlz (2012)
- Dress to Kill (2014)

## Концерты и туры

### Хэдлайнеры
- 2012: After School 1st Japan Tour «PlayGirlz»
- 2014: After School 2nd Japan Tour «Dress to Shine»

### Разогрев
- 2009: Doll Domination Tour